# 梁碩桓
梁碩桓（ヤン・ソクファン、韓国語：양석환、1991年7月15日 - ）は、大韓民国のソウル特別市出身のプロ野球選手（内野手）。

## 経歴

### アマチュア時代
大学時代から巨砲として活躍。リーグ戦ではチームの優勝に貢献し、MVPを受賞した。

### LG時代
2014年にLGツインズと契約した。同年は二軍生活に終始した。
2015年になると開幕エントリーに選ばれ、3月28日の起亜タイガース戦に代打として初出場。
シーズン序盤には打率が3割を越えるなどの活躍をしたが、夏場になると成績が降下。結果的にシーズン成績は打率2割6分台、8本塁打、48打点、6盗塁と平凡なものに終わった。
2016年4月1日のハンファ・イーグルスとの開幕戦では12回裏1アウト2塁の状況で登場。レフトオーバーのサヨナラ安打を打ち、同年のチーム初勝利を呼び込んだ。また8月23日の斗山ベアーズとの試合では、試合終盤に2打席連続ホームランを決めた。特に4-5で迎えた9回表2アウトランナーなしの場面から斗山のクローザー李賢承との初球勝負で打った同点ホームランは一時的にチームを敗戦の危機から救うものだった。
同年は80試合に出場。試合数は前年より減少したが、三塁手としてスタメンの機会は増えた。また記録した6本の本塁打は全て斗山からのものであり、「斗山キラー」というあだ名を得た。
2017年は軍入隊を翌年以降に先送りすることを表明した。ルイス・ヒメネスが不振で2軍に落ちると、自身初となる四番打者としての出場も経験した。
また、この頃から一塁手にも挑戦するようになる。最終的に同年は自身初の3桁安打、2桁本塁打を記録するなど打撃がさらに上達した。
2018年に鄭成勲とヒメネスが退団すると、三塁手のレギュラーに抜擢される。成績はさらに向上し、打率こそ前年度と同じだったものの127安打、22本塁打とチームの主軸として活躍を続けた。
2019年に尚武に入隊してもプレースタイルは変化せず、2軍リーグの本塁打王と打点王を同時に受賞した。
2020年シーズン終盤に除隊されるとすぐに一軍登録され、40試合に出場した。

### 斗山時代
2021年3月25日、蔡智善、咸徳柱との2対2トレードで南皓とともに斗山に移籍した。
同年の後半戦最初の競技となった8月11日の三星ライオンズ戦では「5番・一塁手」で先発出場し、8回に左越ソロ本塁打を放った。この競技には同じく今期斗山に新入団した姜勝淏と朴桂範も共に先発出場して本塁打を打っており、3人で合計6安打3本塁打6打点と大活躍した。
その後は一度負傷で離脱したが、10月25日の対LGダブルヘッダー2回戦で復帰した。凡退すれば敗戦が決まる9回2アウトランナーなしから許敬民の代打として打席入りし、LGのクローザーである高佑錫からソロホームランを放ってチームを敗戦の危機から救うと、さらに10月29日の起亜タイガース戦でも尹重鉉から本塁打を打ち全球団から本塁打を達成した。
2023年シーズン終了後、初めてFA選手となり、2024年から最長6年の契約を結んだ。

## プレースタイル・人物
蚕室野球場で2年連続二桁本塁打と内野手でありながら20本塁打を打っており、すぐれたパワーが強みである。
しかし選球眼とミートが弱点であり、出塁率は低い。

## 詳細情報

### 年度別打撃成績
| 年 度    | 球 団    | 試 合 | 打 席 | 打 数 | 得 点 | 安 打 | 二 塁 打 | 三 塁 打 | 本 塁 打 | 塁 打 | 打 点 | 盗 塁 | 盗 塁 死 | 犠 打 | 犠 飛 | 四 球 | 敬 遠 | 死 球 | 三 振 | 併 殺 打 | 打 率 | 出 塁 率 | 長 打 率 | O P S |
| -------- | -------- | ----- | ----- | ----- | ----- | ----- | -------- | -------- | -------- | ----- | ----- | ----- | -------- | ----- | ----- | ----- | ----- | ----- | ----- | -------- | ----- | -------- | -------- | ----- |
| 2015     | LG       | 125   | 384   | 358   | 36    | 93    | 22       | 1        | 8        | 141   | 48    | 6     | 6        | 5     | 3     | 18    | 2     | 0     | 75    | 6        | .260  | .293     | .394     | .687  |
| 2016     | LG       | 80    | 215   | 203   | 24    | 56    | 10       | 1        | 6        | 86    | 37    | 3     | 0        | 3     | 2     | 6     | 0     | 1     | 48    | 1        | .276  | .297     | .424     | .721  |
| 2017     | LG       | 132   | 496   | 445   | 62    | 117   | 27       | 3        | 14       | 192   | 83    | 3     | 7        | 2     | 5     | 38    | 2     | 6     | 93    | 13       | .263  | .326     | .431     | .757  |
| 2018     | LG       | 140   | 519   | 483   | 53    | 127   | 27       | 0        | 22       | 220   | 82    | 2     | 2        | 1     | 5     | 24    | 0     | 6     | 81    | 9        | .263  | .303     | .455     | .758  |
| 2020     | LG       | 40    | 132   | 118   | 8     | 29    | 5        | 0        | 3        | 43    | 13    | 0     | 0        | 2     | 0     | 10    | 0     | 2     | 25    | 1        | .246  | .315     | .364     | .679  |
| 2021     | 斗山     | 133   | 546   | 488   | 66    | 133   | 22       | 0        | 28       | 239   | 96    | 2     | 3        | 0     | 7     | 42    | 2     | 9     | 136   | 10       | .273  | .337     | .490     | .827  |
| 2022     | 斗山     | 107   | 446   | 405   | 58    | 99    | 14       | 1        | 20       | 175   | 51    | 1     | 0        | 0     | 2     | 32    | 3     | 7     | 101   | 3        | .244  | .309     | .432     | .741  |
| 2023     | 斗山     | 140   | 582   | 524   | 73    | 147   | 28       | 0        | 21       | 238   | 89    | 4     | 0        | 0     | 11    | 41    | 3     | 6     | 133   | 9        | .281  | .333     | .454     | .787  |
| 2024     | 斗山     | 142   | 593   | 533   | 83    | 131   | 25       | 1        | 34       | 260   | 107   | 5     | 3        | 1     | 3     | 49    | 1     | 7     | 128   | 15       | .246  | .316     | .488     | .804  |
| KBO：9年 | KBO：9年 | 1039  | 3913  | 3557  | 463   | 932   | 180      | 7        | 156      | 1594  | 606   | 26    | 21       | 14    | 38    | 260   | 13    | 44    | 820   | 67       | .262  | .317     | .448     | .765  |

- 2024年度シーズン終了時

### 背番号
- 53 （2014年 - 2018年、2020年 - ）